# Marilyn Hagerty
Marilyn Hagerty (* 30. Mai 1926 in Pierre, South Dakota) ist eine Zeitungskolumnistin, die für die Regionalzeitung Grand Forks Herald im US-Bundesstaat North Dakota schreibt. 2012 wurde ihre Rezension des Restaurants „Olive Garden“ zu einem Internet-Hype, der sie über Nacht bekannt machte.

## Biographie

### Karriere
Hagertys Karriere als Journalistin begann während ihrer Hight-School Zeit in den 1940er Jahren, als sie beim Capital Journal in Pierre, South Dakota arbeitete. Sie studierte Journalismus an der University of South Dakota. Als ihr Mann Jack Hagerty 1957 die Chefredakteursstelle des Grand Forks Herald übernahm, zog sie mit ihm nach Grand Forks, North Dakota. Sie selbst fing ein paar Jahre später an, Features für die Zeitung zu schreiben. Mit 65 ging sie offiziell in Rente, schreibt aber immer noch fünf Kolumnen pro Woche für den Herald, darunter:
- That Reminds Me – Erinnerungen an historische Ereignisse in der Region
- Dear Shirley – Briefe an ihre Schwester Shirley in Tucson, Arizona
- Eatbeat – Rezensionen über Restaurants in und außerhalb der Region

### Eatbeat-Kolumne
1976 schrieb Hagerty die erste Eatbeat-Kolumne. Damals arbeitete sie für den Herald als Feature-Redakteurin und wollte Restaurant-Rezensionen in die Zeitung aufnehmen. Aufgrund des Mangels an Restaurants in Grand Forks, entschied sie sich, jede Art von Restaurant zu rezensieren – von Gourmetrestaurants bis hin zu Ketten- und Fastfood-Restaurants und sogar Autohöfen.
Hagerty sieht sich selbst nicht als Restaurantkritikerin, sondern als Journalistin. In ihren Rezensionen berichtet sie deswegen vor allem über die Auswahl an Gerichten, die Preise, den Service sowie die Sauberkeit des Restaurants und der Toiletten (Hagerty ist der Meinung, dass der Zustand der Toiletten viel über das Restaurant sagt). Der Schreibstil der Eatbeat-Kolumne wird oft als „North Dakota Nice“ bezeichnet, ein kulturelles Phänomen, das wohl auf die skandinavischen Wurzeln der Region zurückgeht und bei dem es den Bewohnern North Dakotas bzw. des benachbarten Minnesotas darauf ankommt, sich stets höflich und zurückhaltend auszudrücken und Konfrontationen zu vermeiden. Dementsprechend schreibt sie nichts Negatives über das rezensierte Restaurant. Sollte ihr das Essen nicht gefallen, schriebe sie eher über die Gestaltung und Dekoration des Restaurants. Sollte das Restaurant so schlecht sein, dass sie keine positiven Aspekte fände, fertige sie lieber keine Rezension an.
Auszug aus einer Rezension des McDonald’s Restaurants – 21. Januar 2015:
| | |
| „My first visit was to McDonald's on S. Washington Street, where I ordered a senior coffee for 47 cents one morning. And with it I had a sausage egg McMuffin. That was $2.99 and a whopping 370 calories. You know you have eaten, and I like the combination.[…] The lattes cost less than those I enjoy at Starbucks. But they are worthy. The only problem is occasionally, one of the restaurants will tell you their machine is not working. ‘Not working?’ I think. I almost foam at the mouth in disgust, but I try to be pleasant.“ | Am Vormittag besuchte ich als erstes das McDonald’s in der S. Washington Street und bestellte einen Kaffee mit Seniorenrabatt für 47 Cent. Dazu auch einen Sausage & Egg McMuffin. Zusammen: $2,99 und stolze 370 kcal. Man merkt, dass man gegessen hat, und mir gefällt die Kombination. […] Ein Caffè Latte bei McDonald’s kostet weniger als der, den ich sonst immer bei Starbucks genieße. Gut schmeckt er trotzdem. Das einzige Problem ist, dass die Maschine ab und zu in einem Restaurant außer Betrieb ist. „Außer Betrieb?“ denke ich. Empört schäume ich fast vor Wut, aber ich versuche nett zu sein. |

Auszug aus einer Rezension des Big-Sioux-Autohof-Cafés – 27. Dezember 1989:
| | |
| „Outside, on a cold day, there may be anywhere from 30 to 70 trucks with motors idling. Inside, there's a faint smell of diesel fuel. […] We were pleasantly surprised by the quality of food at Big Sioux. I ordered a 7-ounce sirloin steak special ($4.50), which comes with a bowl of soup or fries and toast. Constant Companion ordered the pork dinner special ($3.95). It came with a cup of soup, coleslaw dressing, mashed potatoes, gravy and a dinner roll. That's an amazing amount of food for the price, we thought. Especially since it was excellent food.“ | An einem kalten Tag stehen zwischen 30 und 70 LKWs mit laufenden Motoren draußen. Drinnen riecht es leicht nach Diesel. […] Wir waren von der Qualität des Essens bei Big Sioux angenehm überrascht. Ich bestellte ein 200-Gramm-Sirloin-Steak im Angebot ($4,50). Dazu gab es entweder Suppe oder Pommes und Toast. Mein ständiger Begleiter bestellte das Angebot „Schweinespezial“ ($3,95) mit Suppe, Kohlsalat, Kartoffelpüree mit Bratensoße und einem Brötchen. Wir fanden das eine erstaunlich große Menge für den Preis. Insbesondere weil es so vorzüglich schmeckte. |

Auszug aus einer Rezension des „Le-Bernardin“-Restaurant in New York – 21. März 2012:
| | |
| „We approached Le Bernardin with awe because of its reputation as THE top restaurant in the city. […] It was an unforgettable experience because of the elegant food and impeccable service. […] The courses kept coming. There was a sea medley, then codfish. We ate monkfish with Brussels sprouts. Then there was a Seville orange sorbet with olive oil and basil.“ | Wir näherten uns Le Bernadin mit Ehrfurcht wegen seines Rufs als DAS Spitzenrestaurant der Stadt. […] Die Erfahrung war unvergesslich wegen des eleganten Essens und des tadellosen Service. […] Uns wurde ein Gang nach dem anderen serviert. Zuerst Meeresfrüchte, dann Kabeljau. Wir aßen Seeteufel mit Rosenkohl. Danach gab es ein Bitterorangen-Sorbet mit Olivenöl und Basilikum. |

### 2012 „Olive-Garden“-Rezension
Im März 2012 fertigte Hagerty eine Rezension des italienisch-amerikanischen Kettenrestaurants Olive-Garden an, das in Grand Forks vor kurzem eröffnet worden war. Die Rezension war insgesamt sehr positiv. So sagte Hagerty: „die Fettuccine Alfredo ($10,95) mit Hähnchen fühlten sich an dem kalten Tag warm und wohlig an.“ Sie bezeichnete das Olive-Garden-Restaurant als „das zurzeit größte und schönste Restaurant in Grand Forks“. Am Tag nach der Veröffentlichung der Rezension wurde sie von verschiedenen Bloggern verlinkt, weil eine positive bzw. nicht ironische Rezension eines Kettenrestaurants etwas Neues war. Danach breitete sich die Rezension im Internet aus und Hagerty wurde von vielen großen Nachrichtenagenturen interviewt, u. a. von CBS This Morning, Good Morning America, The Today Show, CNN und The New York Times. Ihr Sohn, der für das Wall Street Journal schreibt, verfasste darüber den Artikel: „Wenn Mama im Internet viral wird“. Nach der großen Medienaufmerksamkeit arbeitete Anthony Bourdain, ein amerikanischer Koch und Autor, mit Hagerty zusammen an dem Buch Grand Forks: A History of American Dining in 128 Reviews, eine Sammlung ihrer Eatbeat-Rezensionen aus allen Jahrzehnten.
Auch als sie im Folgejahr ihre Rezension erneuerte, sorgte dies für wiederholte Rezeption in anderen Medien. In den folgenden Jahren riss die Medienaufmerksamkeit gegenüber Hagerty nicht ab.

### Auszeichnungen
2012 – Al Neuharth Award for Excellence in Media

### Familie
1949 heiratete Marilyn Hansen Jack Hagerty, mit dem sie drei Kinder hat: James Robert „Bob“ Hagerty, Gail Hagerty und Carol Werner (geb. Hagerty). Sie ist Großmutter von acht Enkelkindern.

## Werke
- Echoes: A Selection of Stories and Columns. Grand Forks, 1994. ISBN 978-0-9642860-0-9
- Grand Forks: A History of Dining in 128 Reviews. New York, 2013. ISBN 978-0-06-222889-5